# Тихомиров, Дмитрий Алексеевич
Дмитрий Алексеевич Тихомиров (1831—1887) — протоиерей Русской православной церкви, проповедник и педагог; профессор богословия.

## Биография
Родился в семье священника Псковской епархии. Поступил в 1851 году в Петербургскую духовную академию, курс которой окончил в 1855 году со степенью магистра богословия и был определён священником к Александро-Невской церкви при доме для содержания неисправных должников. 
В 1856 году Д. А. Тихомиров был назначен законоучителем во 2-ю Санкт-Петербургскую гимназию, в которой прослужил до 1 февраля 1886 года.
В 1859 году он был перемещён в церковь при Императорской медико-хирургической академии, где на него также было возложено преподавание богословия студентам академии.
В 1882 году он был направлен в Лесной институт в качестве профессора богословия и настоятеля институтской церкви, где сменил И. Полканова. Его лекции пользовались большим успехом среди студентов и привлекали много слушателей.
Также он преподавал богословие на Высших женских курсах и в женской гимназии кн. Оболенской.
Дмитрий Алексеевич Тихомиров был известен и как один из выдающихся проповедников своего времени, особенно были популярны его научно-религиозные беседы в Соляном городке, которые Тихомиров один из первых устроил для образованных классов населения. Всего таких бесед было шесть; они были напечатаны в «Церковном вестнике» (1881, № 132 и № 132). В них Тихомиров выказал довольно значительные естественно-научные познания.
В периодических печатных изданиях были напечатаны: «Слово в день столетнего юбилея Екатерины Великой — 12 августа 1875 года» («Православное обозрение». Т. 3, № 9), «Апологетические беседы о религии» (СПб.: тип. В.С. Балашева, 1884. — 153 с.), «Внеслужебные беседы о богослужении православной церкви» (СПб., 1884). Его проповеди печатались в «Духовной беседе» и в «Духе христианина», соредактором которого он состоял.
После его смерти был издан «Курс основного богословия» (2-е изд. — СПб., 1897).
Умер 4 (16) мая 1887 года в Санкт-Петербурге. Похоронен на Митрофаниевском кладбище.